# 卡多根街圣玛利亚堂
卡多根街圣玛利亚堂（St Mary's, Cadogan Street）是一座二级保护罗马天主教教堂，位于伦敦切尔西卡多根街。它建于1877-79年，建筑师是约翰·法兰西斯·本特利。